# Academia do Lumiar
A Academia Musical 1º de junho de 1893, também conhecido como Academia do Lumiar é uma associação sem fins lucrativos que tem, entre outras actividades, uma equipa de basquetebol. Localizada na cidade de Lisboa, Portugal  atualmente disputa a ProLiga. Foi fundado em 1 de junho de 1893, manda seus jogos no Pavilhão Escolar Lumiar com capacidade de 500 adeptos.

## Temporada por temporada
| Temporada | Nível | Liga    | Posição | Pós-temporada          |
| --------- | ----- | ------- | ------- | ---------------------- |
| 2012-13   | 3     | CNB1    | 3º      | Promovidosemifinalista |
| 2013–14   | 1     | ProLiga | 6       | Quartas de finais      |
| 2014-15   | 2     | ProLiga | 6       | Quartas de finais      |
| 2015-16   | 2     | ProLiga | 16      |                        |
| 2016-17   | 2     | ProLiga | 16      | Rebaixado              |
| 2017-18   | 3     | I Div   | 2       | Promovidofinalista     |
| 2018-19   | 2     | ProLiga | 4       | Semifinais             |

fonte:eurobasket.com

## Artigos relacionados
- Liga Portuguesa de Basquetebol
- Proliga
- Supertaça de Portugal de Basquetebol